# Benzingia hajekii
Benzingia hajekii är en orkidéart som först beskrevs av David Edward Bennett och Eric Alston Christenson, och fick sitt nu gällande namn av Robert Louis Dressler. Benzingia hajekii ingår i släktet Benzingia och familjen orkidéer.
Artens utbredningsområde är Peru. Inga underarter finns listade i Catalogue of Life.